# Stephan Malzdorf

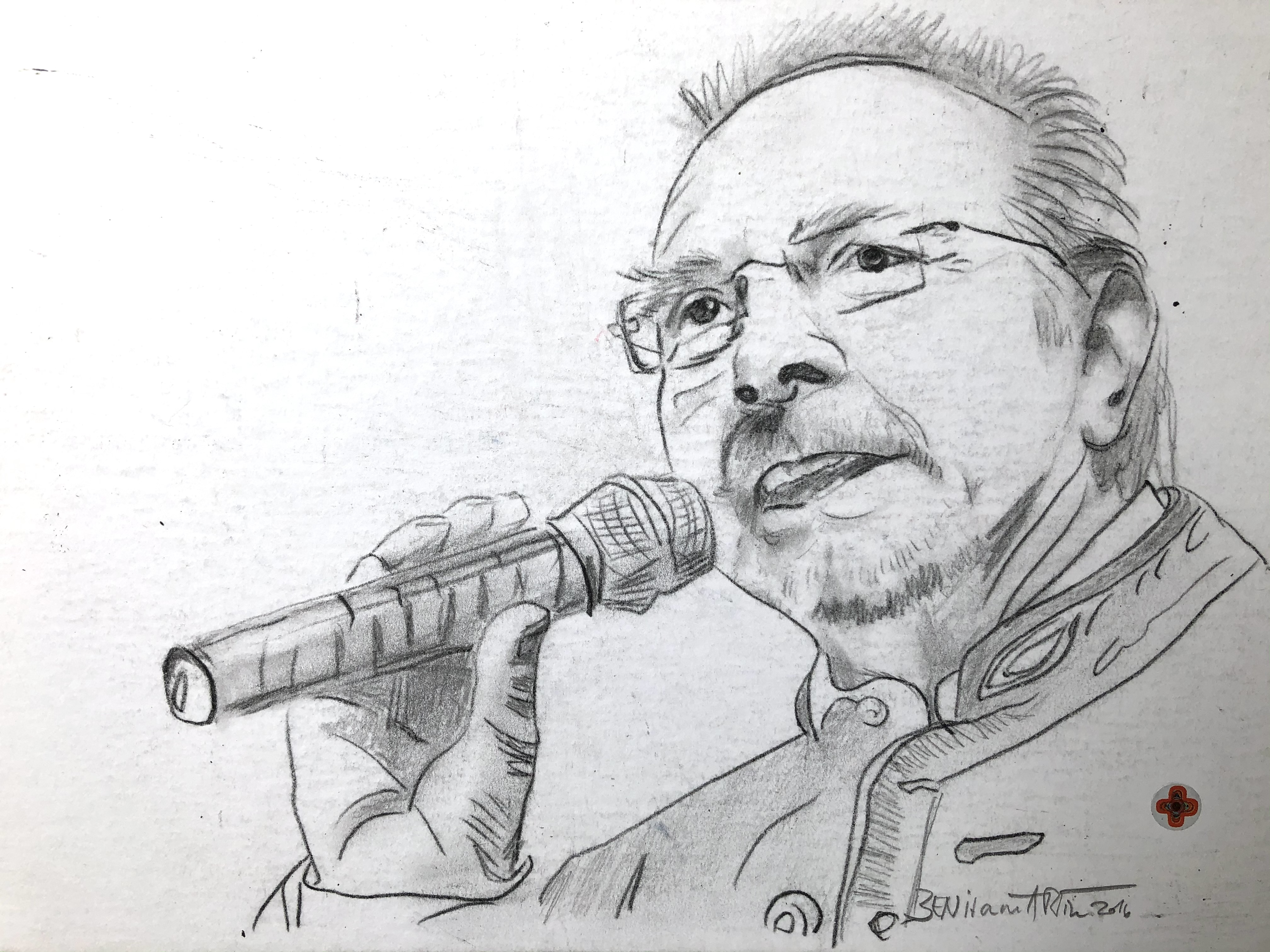
Stephan Malzdorf in einem Porträt von Benita Martin

Stephan Malzdorf (* 9. April 1948 in Beierfeld; † 21. November 2023 in Zwickau) war ein deutscher Volksmusiker und Moderator. Er gestaltete Programme in erzgebirgischer Mundart.
Malzdorf wuchs in einem musikalisch interessierten Elternhaus auf. Noch vor seiner Schulzeit erhielt er Gesangsunterricht bei Kantor Gerhard Schäfer in Schwarzenberg. Zwischen 1958 und 1962 war er Mitglied des Dresdner Kreuzchores. Schließlich legte er 1966 sein Abitur an der Erweiterten Oberschule „Bertolt Brecht“ in Schwarzenberg ab und erwarb den Berufsabschluss als Elektromaschinenbauer. Von 1966 bis 1970 studierte Malzdorf an der Hochschule für Musik in Leipzig das Fach Operngesang. Hier schloss er 1970 mit einem Staatsexamen als Bass erfolgreich ab. Sein künftiger beruflicher Weg führte ihn jedoch in den Bereich der Unterhaltungsmusik. 1984 begann Malzdorf eine nebenberufliche Tätigkeit als Gesangspädagoge am Robert-Schumann-Konservatorium Zwickau. Durch die Mitwirkung bei den Elstertaler Musikanten begann in seinem Schaffen eine Orientierung zur volkstümlichen Musik.
Bei dem Radiosender MDR 1 Radio Sachsen moderierte er bis 2004 zwölf Jahre lang die wöchentliche „Volkstümliche Hitparade“.
Stephan Malzdorf lebte in Zwickau, wo er im November 2023 im Alter vor 75 Jahren starb. Als nach der Wende der Erzgebirgszweigverein Zwickau wiedergegründet wurde, war Malzdorf 1990 Gründungsvorsitzender des Vereins. Er führte diesen noch einmal von 2014 bis 2017.